# Phoenix Racing

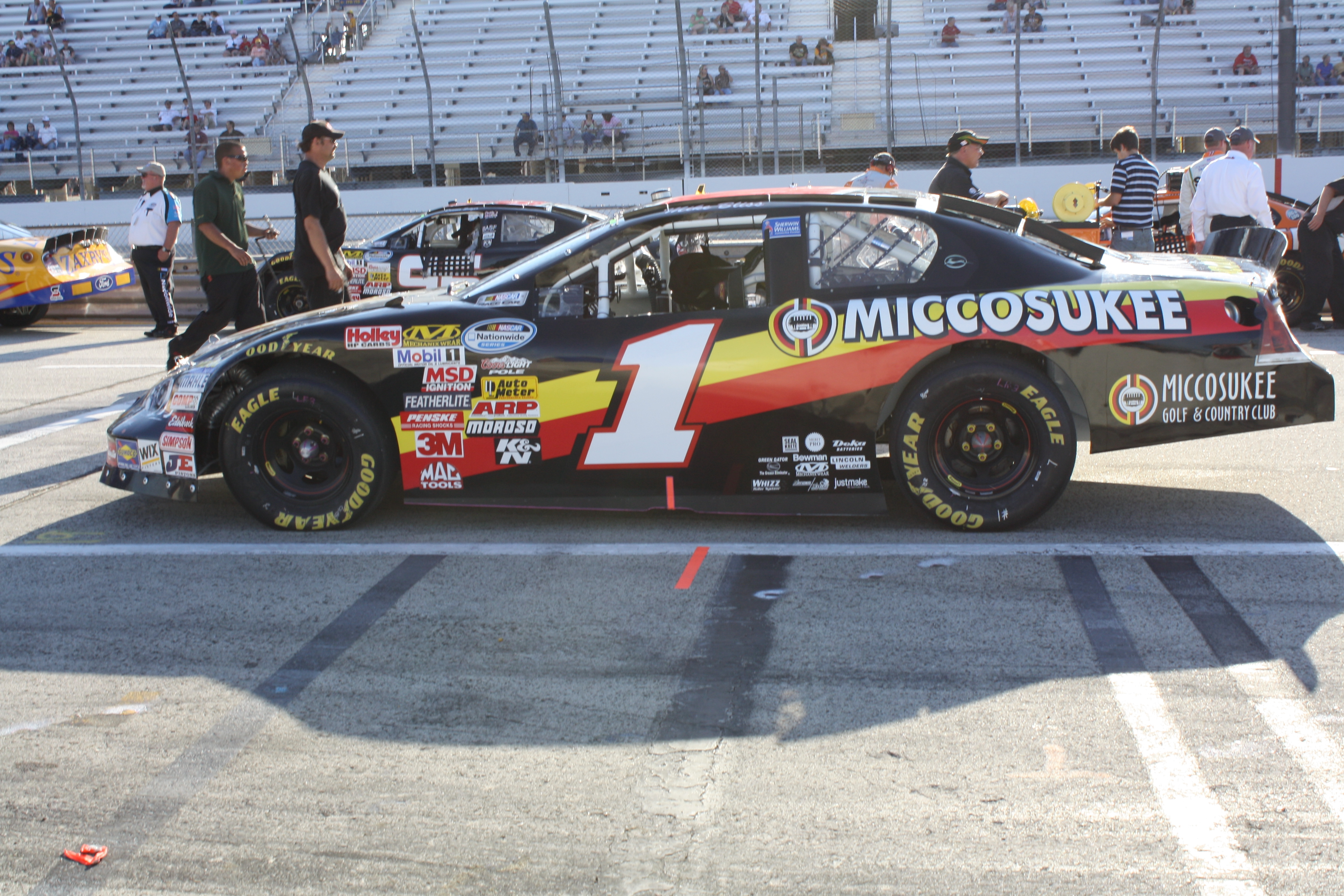
Nationwide-Wagen #1 von Mike Bliss in Milwaukee, 2009

Phoenix Racing ist ein von James Finch geleitetes Motorsport-Team, das in der US-amerikanischen NASCAR aktiv ist. Im NASCAR Sprint Cup setzt Phoenix Racing ein Auto mit der Startnummer 09 ein, das von Mike Wallace gefahren und von Miccosukee Indian Gaming gesponsert wird. In der NASCAR Nationwide Series setzt Phoenix Racing die Startnummer 1, gefahren von J. J. Yeley, und die Startnummer 7, gefahren von Mike Wallace ein. Im Laufe seines Bestehens fuhren unter anderem auch Fahrer wie Neil Bonnett, Jeff Purvis, Geoffrey Bodine, Johnny Sauter, Jeremy Mayfield, Jimmy Spencer und einige Testfahrer von Chip Ganassi Racing für das Team.

## Geschichte des Rennteams
Im Jahre 1990 begann James Finch damit, Autos im Winston Cup, dem heutigen Sprint Cup, einzusetzen. Jeff Purvis war damals als Fahrer aktiv. Das erste Rennen, an dem ein Auto von James Finch teilnahm, war das Hanes Activewear 500 auf dem Martinsville Speedway im Jahre 1990. Jeff Purvis erreichte damals in einem Auto mit der Startnummer 12 den 28. Platz. In den folgenden Jahren fuhr das Team nur sehr wenige Rennen und wechselte oft die Startnummer des Wagens. Im Jahre 2000, als Geoffrey Bodine den Wagen fuhr, kam das Team erstmals in die Top 10, beim großen Daytona 500, wo man den dritten Platz belegte. Im Jahre 2002 kam Mike Wallace zu Phoenix Racing, wo er gleich in seinem ersten Rennen, dem Daytona 500 der Saison 2002 den neunten Platz belegte. Von 2003 bis 2006 setzte das Team im Nextel Cup ausschließlich Autos der Marke Dodge ein. In der Nextel Cup Saison 2007 nahm Phoenix Racing bislang erst an einem Rennen teil. Es war das Daytona 500, in dem es Mike Wallace, der am Steuer saß, erneut zu einem guten Ergebnis, dem vierten Platz, schaffte.